# Владимир Обручев
Владимир Афанасјевич Обручев (рус. Влади́мир Афана́сьевич О́бручев; село Клепењино, 10. октобар 1863 — Москва, 19. јун 1956) био је руски географ, геолог, палеонтолог, писац научнофантастичне прозе и редовни члан Академија наука Совјетског Савеза (од 1929. године). Носилац је бројних признања, међу којима су Орден Светог Владимира IV степена (1895), Херој социјалистичког рада од 1945. године и пет Ордена Лењина.
Вршио је бројна геолошка истраживања Сибира и средње Азије, а на његову иницијативу је 1930. основан Геолошки институт Руске академије наука.

## Биографија
Владимир Обручев родио се 10. октобра 1863. у селу Клепењино, у Ржевском округу Тверске губерније, (данас Тверска област) у породици пензионисаног пуковника. Након окончања основног школовања у Вилњусу 1881. одлази у Петроград где наставља школовање на Институту за геологију и рударство. Након завршетка студија 1886. године одлази на своју прву истраживачку експедицију у степе средње Азије.
Током научне каријере интензивно се бавио истраживањима геолошких карактеристика Сибира и средње Азије, открио је и неколико планинских врхова у планинама Наншан у северној Кини. Као геолог учествовао је у 4. експедицији Григорија Потањина у Кину и Тибет (1892—1894). Активно је радио и на пројектовању важних железничких саобраћајница у Сибиру, укључујући и Закаспијску и Транссибирску железницу.
Од 1901. до 1912. радио је као декан рударског факултета при Технолошком институту у Томску, потом као професор на Универзитету у Симферопољу (1918–1919) и на крају од 1921. до 1929. као редовни професор Рударског факултета у Москви. На његову иницијативу је 1930. основан Геолошки институт Руске академије наука. Због изванредно великих заслуга у проучавању геологије Сибира, Обручев је 1930. именован за председника комисије задужене за изучавање пермафроста, а 1939. постављен је и за директора института за пермафрост при Совјетској АН. Од 1942. до 1946. обављао је функцију генералног секретара Института за геологију и географију Совјетске академије наука. Године 1947. именован је за почасног председника Географског друштва Совјетског Савеза.
Умро је у свом дому у Москви, 19. јуна 1956. године у 92. години живота. Сахрањен је на московском Новодевичком гробљу.
Из првог брака са Јелисаветом Исакијевном Лури (умрла 30. јануара 1933) имао је три сина: Владимира (1888—1966), Сергеја (1891—1965, такође геолог по занимању) и Дмитриј (1900—1970). Његова друга жена је била Ева Самојловна Бобровска (умрла 1956. године).
Обручев је, захваљујући свом широком образовању изузетно прецизно и веродостојно описао путовања, потешкоће и изазове који их прате, пејзаже, флору и фауну света, као и племенски живот примитивних људи.

## Научна делатност
Током каријере Обручов је највише пажње посвећивао истраживањима следећих тема:
- порекло лесних наслага у средњој Азији;
- Сибирска глацијација;
- основе тектонике и тектонске структуре Сибира;
- налазишта злата у Сибиру.

## Дела
Поред бројних научних радова и публикација, Обручов се бавио и писањем научне фантастике, а његова најпознатија дела из тог жанра су:
- Геотермални рудник (Тепловая шахта; није завршено);
- 1915 — Плутонија (Плутония, објављено 1924)
- 1924 — Земља Саникова (Земля Санникова, објављено 1926)
- 1928 — Пустињски трагачи за златом (Золотоискатели в пустыне)
- Путовања кроз прошлост и будућност (Путешествие в прошлое и будущее)
- Корално острво (Коралловый остров)